# خط الفقر

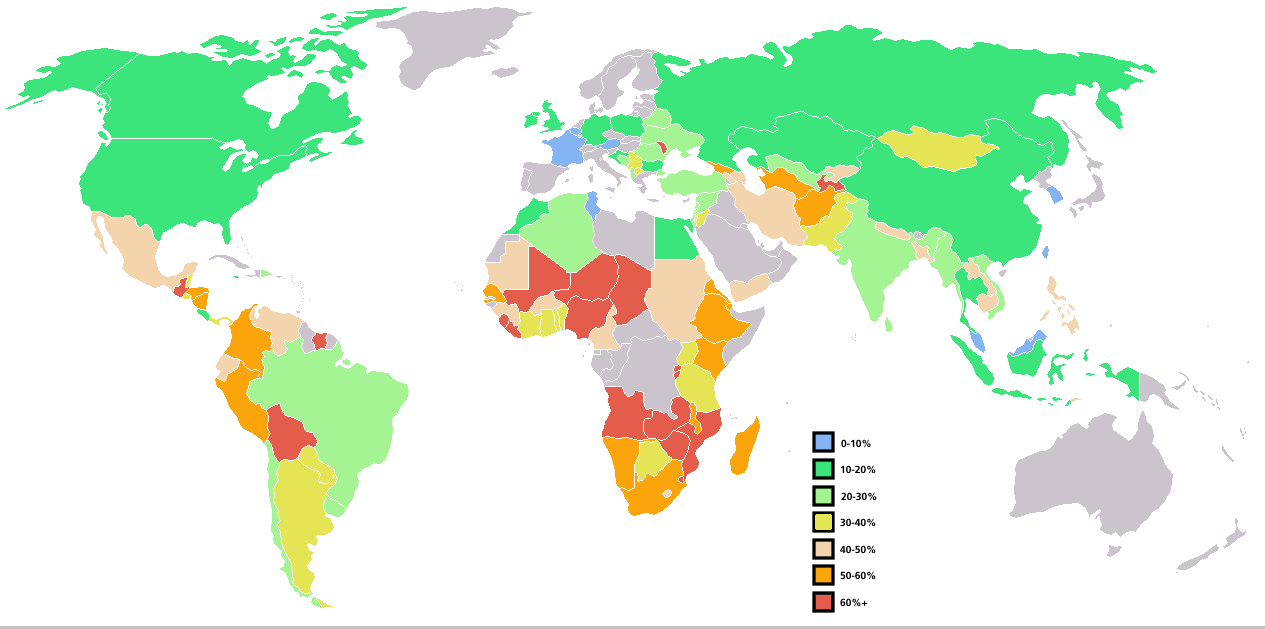
نسبة الفقر العالمي

عتبة الفقر أو خط الفقر (بالإنجليزية: poverty threshold)‏ أو (بالإنجليزية: poverty line)‏ هو أدنى مستوى من الدخل يحتاجه المرء أو الأسرة حتى يكون بالإمكان توفير مستوى معيشة ملائم في بلدٍ ما. ومن هنا يظهر مصطلح الفقر المدقع (بالإنجليزية: absolute poverty)‏ وهو مستوى من الفقر يتمثّل بالعجز عن توفير تكاليف المتطلبات الدنيا الضرورية من حيث المأكل والملبس والرعاية الصحية والمسكن. وبعبارة أخرى فإن الناس الذين يعيشون تحت خط فقر محدد هم أناس يمكن أن يوصفوا بأنهم يعيشون في حالة فقر مدقع.
خط الفقر المتعارف عليه عالمياً كان حوالي دولار أمريكي واحد في اليوم للفرد، لكن البنك الدولي عاد في عام 2008 ورفع هذا الخط إلى 1.25 دولار عند مستويات القوة الشرائية لعام 2005. ثم أخيراً إلى 1.90 دولار في اليوم في عام 2015 بأسعار سنة 2011. ومع ذلك فإن العديد من الدول تضع خطوط فقر خاصة بها وفق ظروفها الخاصة. فمثلاً عام 2009 كان خط الفقر في الولايات المتحدة للفرد دون سن 65 هو 11,161 دولار سنويا، ولعائلة من أربعة أفراد من بينهم طفلين هو 21,756 دولار سنويا.
يتم تحديد مستوي الفقر من خلال المجموع الكلي للموارد الأساسية والتي يستهلكها الأفراد البالغون في خلال فترة زمنية معينة غالباً سنة. كما أن الاقتصاديين في الدول المتقدمة يهتمون كثيراً بأسعار العقارات وتكاليف استئجار المساكن وذلك لأهميتها في تحديد خط الفقر.

## خط الفقر

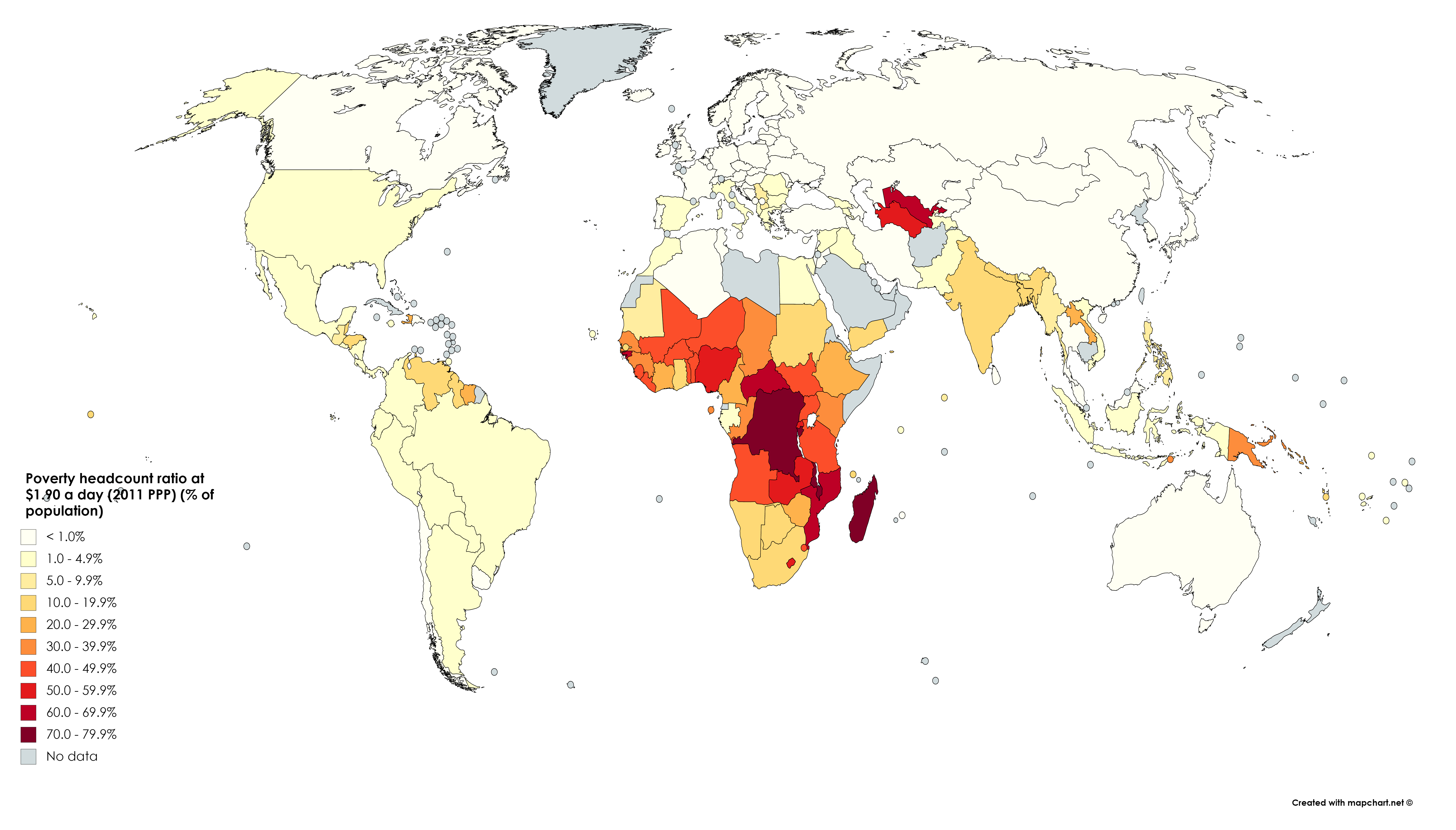
نسبة عدد الفقراء بـ1.90 دولار لليوم (2011 PPP) (% السكان). استنادًا إلى بيانات البنك الدولي من 1998 إلى 2018.

خط الفقر هو المستوى الأدنى من الدخل الذي يحتاجه الفرد ليتمكن من توفير مستوى معيشة في بلد ما. ويعد المفهوم الشائع أو الرسمي لخط الفقر أعلى في الدول المتقدمة من الدول النامية بشكل ملحوظ. كان خط الفقر العالمي المشترك يبلغ ما يقارب دولار أمريكي في اليوم. وفي عام 2008 عاد البنك العالمي ورفع هذا الخط إلى 1.25 دولار عند مستويات القوة الشرائية (PPP) لعام 2005. وعادة ما يتم تحديد خط الفقر بالعثور على التكلفة الإجمالية لجميع الموارد الضرورية الذي يستهلكه الفرد البالغ في سنه واحد. ويكون النصيب الأكبر من هذه النفقات عادة هو أجار مطلوب للعيش في شقة، وقد أولى الاقتصاديون اهتماما مميزا بسوق العقارات وأسعار الإسكان كمؤثر قوي في تحديد خط الفقر. وغالبا ما تستخدم العوامل الفردية لحساب الظروف المختلفة، على سبيل المثال: أن يكون هذا الفرد إما أحد الوالدين أو مسن أو طفل أو متزوج، إلخ. ويمكن التعديل على عتبة الفقر سنويا.

## الفقر المطلق
الفقر المطلق هو مستوى يتم فيه العجز عن توفير المتطلبات الضرورية للعيش كالغذاء والملبس والعناية الصحية والمسكن. ولكي يكون قياس معدل الفقر دقيق، فيجب أن يكون هو نفسه في مختلف الدول والثقافات والمستويات التكنولوجية. ويجب أن يتم النظر في القياس الدقيق إلى قدرة الفرد فقط على الاستهلاك ويجب أن يكون الفرد مستقل ماديا في ظل حدوث أي تغيرات في توزيع الدخل. الحدس وراء القياس الدقيق هو الإبقاء على قيد الحياة الذي يتخذ نفس القدر الأساسي من المصادر في جميع أنحاء العالم ويجب أن يخضع الجميع لنفس المعايير إذا كانت سياسة المقارنة متدخلة في هذا الشأن ولاحظ أنه إذا كان الدخل الحقيقي للجميع يزيد من الاقتصاد، وتوزيع الدخل لا يتغير، إذا الفقر المطلق يهبط. المميز من تطبيق قياس الفقر الدقيق هو أنه يحمل نفس المعايير في جميع المواقع المختلفة من العالم والفترات الزمنية: مما يجعل المقارنة أسهل.
ومن الناحية الأخرى، قياس الفقر المطلق يعاني أيضا من العيوب وهو المدى التعسفي; الذي لا يبقي مقدار الثروة نفسها في جميع الأماكن والفترات الزمنية. على سبيل المثال، الشخص الذي يعيش في شمال إسكندينافيا يحتاج إلى مصدر للدفء والحرارة خلال الأشهر الباردة، بينما الشخص الذي يعيش في الجزر الاستوائية لا يحتاج إلى ذلك. وغالبا ما يختلف هذا القياس عن قياس الفقر النسبي (انظر للأسفل) الذي يصنف الأفراد أو العائلات كفقراء ليس بمقارنتهم بخط ثابت بل بمقارنتهم بالسكان الآخرين الخاضعين للدراسة. ويستخدم مصطلح الفقر المطلق أحيانا كمرادف للفقر المدقع. الفقر المطلق هو غياب الموارد الكافية (كالمال) لتأمين ضروريات الحياة الأساسية.
وفقا لإعلان الأمم المتحدة الناتج عن مؤتمر القمة العالمية المهتم بالتنمية الاجتماعية في كوبنهاغن عام 1995 ذكر بأن الفقر المطلق هو حالة تتسم بالحرمان الشديد من احتياجات الحياة الأساسية، بما في ذلك الغذاء ومياه صالحة للشرب ومرافق الصرف الصحي والعناية الصحية والمسكن والتعليم وتلقي المعلومات. فالفقر المطلق لا يعتمد فقط على الدخل بل أيضا على كيفية الوصول إلى الخدمات."
يعرّف ديفيد قوردون في مقالته «مؤشرات الفقر والمجاعة» للأمم المتحدة بأن الفقر المطلق هو غياب أي اثنين من الاحتياجات الثمانية التالية:
1. الغذاء يجب أن يكون مؤشر كتلة الجسم فوق 16.
2. مياه صالحة للشرب: يجب أن لا تأتي المياه فقط من الأنهار والبرك فقط، ويجب أن تكون متاحة وقريبة (أقل من 15 دقيقة سيرا على الأقدام لكل طريق).
3. مرافق الصرف الصحي: يجب أن تكون دورات المياه أو المراحيض سهلة الحصول وتكون قريبة من المنزل.
4. الصحة: يجب تلقي العلاج للأمراض الخطيرة والحمل.
5. المأوى: يجب أن هناك أقل من أربعة أشخاص يعيش كل منهم في غرفة. يجب عدم بناء الطوابق من التراب أو الطين أو الصلصال.
6. التعليم: يجب على الجميع الالتحاق بمدرسة أو تعلم القراءة.
7. المعلومات: يجب حصول الجميع على الصحف أو المذياع أو التلفاز أو أجهزة الحاسوب أو الهواتف في المنزل.
8. إمكانية الوصول إلى الخدمات: لم يضع غوردون هذا البند، لكنه عادة يُستخدم للإشارة إلى مجموعة كاملة من التعليم والصحة والقانون والمجتمع والخدمات المالية الائتمانية. على سبيل المثال، الشخص الذي يعيش في منزل متكون من أرضية طينية يعد محروم حرمانا شديدا من المأوى. والشخص الذي لم يلتحق بالمدرسة قط ولا يستطيع القراءة يعد محروم حرمانا شديدا من التعليم. والشخص الذي لا يتوفر لديه صحف أو مذياع أو تلفاز أو هاتف يعد محروم حرمانا شديدا من المعلومات.

جميع الناس الذين يستوفون اثنين من هذه الشروط، على سبيل المثال، يعيشون في منازل بأرضيات طينية ولا يستطيعون القراءة، فيُعدون أنهم يعيشون في فقر مطلق. يعد مصطلح «الفقر المطلق» مضلل بعض الشيء عند تعريفه بهذا الأسلوب، لأنه يوجد أعداد كبيرة من الأشخاص لا تتوفر لديهم واحدة من تلك الاحتياجات الثمانية ومع ذلك فإنهم موضعيين بنفس فئة الأشخاص الذين لديهم أربعة أو خمسة من تلك الاحتياجات.

## الفقر النسبي مقابل التفاوت
يعرّف قياس الفقر النسبي «الفقر» بأنه العيش أدنى عتبة الفقر النسبي. فعلى سبيل المثال، في حالة الأفراد الموظفين ولديهم عائلة ودخلهم يكون أقل من 60% من متوسط دخل العالم فيعدون فقراء. وباستخدام هذا التعريف، إذا كان الدخل الحقيقي للجميع هو زيادة في الاقتصاد ولكن توزيع الدخل يبقى نفسه فإن معدل قياس الفقر النسبي سيبقى أيضا نفسه. وهذا يعني بحكم طبيعته، أنه سيكون هناك دائما أسرة تعيش في الفقر النسبي حتى لو كان لديها مستوى معيشة مرتفع إلا من كان لديه تقريبا نفس الدخل. ومن الممكن أن تقدم قياسات معدل الفقر النسبي نتائج غير مفهومة، خصوصا بين السكان القليلين.
فعلى سبيل المثال، إذا كانت أسرة متوسطة الحال تعيش في حي أثرياء الذين يجني أصحابها دولار أمريكي كل سنة، إذا فإن الأسرة التي تجني 100,000 دولار فستعد فقيرة في جدول معدل الفقر النسبي، حتى لو كانت هذه الأسرة قادرة على توفير جميع الاحتياجات الأساسية وأكثر. ومن الناحية الأخرى من قياس المعدل، إذا كانت الأسرة متوسطة الحال تعيش في حي فقير جدا الذي يجني أصحابه 50% من احتياجاته لشراء الطعام، إذا لن يعد الشخص الذي يجني متوسط الدخل فقيرا في قياس معدل الفقر النسبي حتى لو كان الشخص فقيرا تماما في معدل الفقر المطلق. وتعد قياسات معدل الفقر النسبي تقريبا نفسها كما في قياس تفاوت الدخل: فإذا كان المجتمع يحصل على توزيع دخل متساوي، إذا فسوف يهبط الفقر النسبي.
وتشير النظرية إلى أنه إذا تغير حال المجتمع إلى طريقة من الممكن أن تؤذي ذوي الدخل العالي أكثر من المنخفض، إذا فالفقر النسبي سوف ينخفض، ولكن سيزداد سوء وضع المواطن في المجتمع. وبالمثل العكس: فإنه من الممكن تقليل الفقر المطلق بزيادة الفقر النسبي. ومن الممكن أن يستخدم مصطلح الفقر النسبي بمفاهيم مختلفة كلها تعني «الفقر المتوسط» ــ فعلى سبيل المثال، المستوى المعيشي أو الدخل العالي الذي بإمكانه توفير الاحتياجات الأساسية (كالماء والطعام والملبس والسكن والعناية الصحية الأولية) ولكن مع هذا لا يزال أقل بكثير من غالبية السكان.

## خطوط الفقر العالمية
تقوم وكالة الإستخبارات المركزية في خريطة كتاب حقائق العالم بعرض النسبة المئوية للسكان الذين يعيشون تحت خط الفقر الرسمي للبلد نفسه. وتستند التقديرات العالمية على تقديرات المجموعات الفرعية الترجيحية للسكان المأخوذة من الدراسات الاستقصائية لمعيشة الأسر. وتختلف تعاريف خط الفقر اختلاف كبير بين الدول. فعلى سبيل المثال، تستخدم الدول الغنية معايير أكثر سخاء من الدول الفقيرة. فحتى بين الدول الغنية تختلف المعايير بشكل كبير. وبالتالي فإن الأرقام غير قابلة للمقارنة بين البلدان. حتى لو استخدمت الدول نفس الأسلوب فإنه ستظل هناك مشاكل قائمة.
في عام 2013 كان الحد الأدنى لدخل الشخص الفقير الذي يقل عمرة عن 65 في الولايات المتحدة هو مبلغ سنوي قدره 11,490 دولار أمريكي; والحد الأدنى لأسرة مكونة من أربعة أفراد منهم طفلين كان 23,550 دولار أمريكي. ووفقا لبيانات مكتب التعداد سكان الولايات المتحدة التي صدرت في 13 سبتمبر 2011 تبين أن الفقر في الدولة ارتفع إلى %15.1 في 2010. وفي المملكة المتحدة، تم دفع مبلغ أقل 6.67 يورو للساعة في أبريل عام 2006 لأكثر من 5 ملايين شخص ــ أكثر من الخمس (23 نسبة مئوية) لجميع الموظفين. وتستند هذه القيمة على انخفاض معدل الأجور إلى 60% من متوسط الدخل بدوام كامل، أي ما يعادل بأكثر قليلا من 12,000 يورو في السنة لمدة أسبوع عمل مكون من 35 ساعة. وفي أبريل 2006 كان العمل لمدة 35 ساعة في الأسبوع ب9,191 يورو للشخص الواحد في السنة قبل الضريبة والتأمين العالمي.
ومن ناحية أخرى، فإن مستوى الفقر الرسمي في الهند ينقسم وفقا للمناطق الريفية والحضرية. فبالنسبة للسكان في الحواضر فإن خط الفقر يتحدد بالعيش على أقل من من 53 روبية (ما يقارب 12 دولار أمريكي) في الشهر، بينما سكان الريف فإنه يتحدد بالعيش على أقل من 3 روبية في الشهر (ما يقارب 7 دولار أمريكي).

## الانتقادات
يعد استخدام عتبة الفقر أمرا صعبا بسبب وجود دخل هامشي أعلاه لا يختلف كثيرا عن وجود الدخل الهامشي أدناه: والآثار السلبية للفقر تميل إلى كونها مستمرة بدلا من كونها منفصلة، ويؤثر نفس الدخل المنخفض بشكل سلبي على مختلف الناس وبطرق مختلفة. وللتغلب على هذه المشكلة، يتم استخدام مؤشرات الفقر في بعض الأحيان; انظر إلى مقاييس التفاوت في الدخل. وتعتمد عتبة الفقر على الكمية، أو على أساس أرقام بحته من مقياس الدخل. فإذا تم استخدام مؤشرات غير ذلك كمؤشرات التنمية البشرية مثل الصحة والتعليم فيجب أن تكون كمية، مما يجعل الأمر غير بسيط حتى لو تم إنجازه.
وبإستخدام عتبة الفقر النقدية فالأمر بسيط للغاية وبلا معنى في نهاية الأمر عند تطبيقها في جميع أنحاء العالم حيث تكلفة الضروريات الأساسية تختلف بشكل كبير من بلد إلى آخر، بينما يمكن للمرء أن يأكل بشكل جيد وبمبلغ محدد في بلد واحد، وتجدر الإشارة إلى أن نفس المبلغ من المال أو مقايضة الموارد في أماكن أخرى من شأنها أن تسبب الموت جوعا في بلد آخر. ويعد مفهوم عتبة الفقر النقدية معيب في الواقع، كما تختلف الاقتصادات على نطاق واسع ونهج الاحتياجات الأساسية الذي يعد تقريب أفضل من المعيار الفعلي للمعيشة والفقر الحقيقي من النقدي المطلق.

## المبالغة في معدلات الفقر
يشير بعض النقاد إلى أن خطوط الفقر المعلن عنها في الدول ذات نظم الرعاية الاجتماعية الكبيرة (مثل الولايات المتحدة وأوروبا) تفشل في حساب التحويلات العينية سواء كانت من مصادر عامة أو خاصة عند حساب معدل الفقر. فعلى سبيل المثال، إذا كان أحد الوالدين يدفع أجار شقة الابن البالغ مباشرة إلى صاحب الشقة بدلا من إعطاء المال للابن ليقوم بدفع الإجار بنفسه فإن المال في هذه الحالة لا يحتسب دخل مباشر للولد. وإذا كانت كنيسة أو منظمة غير هادفة للربح تعطي الطعام لشخص مسن فإن قيمة هذا الطعام لا تحستب دخل مباشر للشخص المسن.
وذكر ريا هيديرمان محلل سياسة عليا في مركز تحليل البيانات في مؤسسة التراث: بأن قياس معدل الفقر الرسمي يقوم فقط بحساب الدخل النقدي المباشر. وأنه يَعتبر برامج مكافحة الفقر كطوابع المعونة الغذائية والمساعدة في السكن وائتمانات ضريبة الإيرادات المكتسبة والمساعدة الطبية ووجبات الطعام المدرسية وأمور أخرى فهي منافع عينية ومن ثم فإنها لا تعد كدخل مباشر. إذا بالرغم من كل شيء تقوم به تلك البرامج لتخفيض معدل الفقر فإنها لا تحتسب كدخل عندما تقوم واشنطن بقياس معدل الفقر. وتقوم الدراسات بقياس الفروق بين الدخل قبل وبعد الضرائب والحوالات الحكومية، ومع ذلك فقدت وجدت بأنه بدون وجود تلك البرامج فإن الفقر سيكون حوالي بنسبة 30% إلى 40% أعلى مما يشير إليه خط الفقر الرسمي بالرغم من أن العديد من الفوائد لا تحتسب كدخل. علاوة على ذلك، مكتب التعداد الأمريكي يقوم بحساب خط الفقر نفسه في جميع الولايات المتحدة بغض النظر عن التكلفة المعيشية في ولاية معينة أو منطقة حضرية. فعلى سبيل المثال: كانت التكلفة المعيشية في كاليفورنيا، الولاية الأكثر اكتظاظا بالسكان أكثر1.42 مرة من متوسط معيشة الولايات المتحدة في 2010 بينما كانت التكلفة المعيشية في تكساس، الولاية التي تأتي في المرتبة الثانية اكتظاظا بالسكان أكثر ب 0.90 (90%) من متوسط معيشة الولايات المتحدة.